# 벨기에 공주 델핀
벨기에 공주 델핀(Princess Delphine of Belgium, 1968년 2월 22일 ~ )는 벨기에의 예술가로, 벨기에 왕가의 일원이다. 벨기에 국왕 알베르 2세와 시빌 드 셀리 롱샴 남작부인 사이에서 낳은 딸이며, 벨기에 국왕 필리프의 이복 여동생이다. 2020년 10월 1일, 벨기에 공주로 인정받았다. 이에 앞서, 그녀는 귀족 계급이라는 이름을 가진 벨기에의 공주였다.